# Huge in France
Huge in France ist eine US-amerikanische Comedyserie des Video-on-Demand-Anbieters Netflix. Die Ausstrahlung begann weltweit am 12. April 2019.

## Handlung
Gad Elmaleh ist ein sehr beliebter Komiker in Frankreich, der sich nun entschlossen hat, nach Amerika in die berühmte Stadt Los Angeles zu ziehen, um näher bei seinem Sohn Luke zu sein. Gad stellt jedoch fest, dass er in den USA nicht so berühmt ist wie in Frankreich.

## Besetzung
Die deutsche Synchronisation entstand bei der VSI Synchron GmbH nach einem Dialogbuch von Sigrid Scheurer und unter der Dialogregie von Gundi Eberhard, welche in der Serie auch
Erinn Hayes ihre Stimme leiht.
| Rollenname            | Schauspieler       | Hauptrolle (Folge) | Nebenrolle (Folge) | Deutsche Sprecher    |
| --------------------- | ------------------ | ------------------ | ------------------ | -------------------- |
| Gad Elmaleh           | Gad Elmaleh        | 1–8                |                    | Matthias Deutelmoser |
| Vivian Kheel          | Erinn Hayes        | 1–8                |                    | Gundi Eberhard       |
| Jason Alan Ross       | Matthew Del Negro  | 1–8                |                    | Jaron Löwenberg      |
| Brian Kurihara        | Scott Keiji Takeda | 1–8                |                    | Christian Zeiger     |
| Luke                  | Jordan Ver Hoeve   | 1–8                |                    | David Kunze          |
| Levon                 | Clark Moore        |                    | 1–2, 5             | Dirk Stollberg       |
| Chris D’Elia          | Chris D’Elia       |                    | 1–4                | Ozan Ünal            |
| Zene                  | Austin Fryberger   |                    | 1–3, 5–6, 8        | Amadeus Strobl       |
| James                 | Keana Marie        |                    | 1–3, 5–6, 8        | Lea Kalbhenn         |
| Heather               | Brittany Ross      |                    | 1–4, 8             | Julia Stoepel        |
| Adrian                | André Tardieu      |                    | 1, 6–8             | Patrice Doumeyrou    |
| T.K.                  | Nick Peine         |                    | 3, 8               | Dirk Petrick         |
| Jerry Seinfeld        | Jerry Seinfeld     |                    | 4                  | Oliver Feld          |
| John Stamos als Marco | John Stamos        |                    | 6                  | Frank Schaff         |

## Episodenliste
| Nr.                                                                                                | Deutscher Titel | Originaltitel  | Regie                      | Drehbuch                   |
| -------------------------------------------------------------------------------------------------- | --------------- | -------------- | -------------------------- | -------------------------- |
| 1                                                                                                  | Épisode Un      | Episode Un     | Andrew Mogel & Jarrad Paul | Andrew Mogel & Jarrad Paul |
| 2                                                                                                  | Épisode Deux    | Episode Deux   | Andrew Mogel               | Andrew Mogel & Jarrad Paul |
| 3                                                                                                  | Épisode Trois   | Episode Trois  | Jarrad Paul                | Andrew Mogel & Jarrad Paul |
| 4                                                                                                  | Épisode Quatre  | Episode Quatre | Andrew Mogel               | Andrew Mogel & Jarrad Paul |
| 5                                                                                                  | Épisode Cinq    | Episode Cinq   | Jarrad Paul                | Sascha Rothchild           |
| 6                                                                                                  | Épisode Six     | Episode Six    | Jarrad Paul                | Andrew Mogel & Jarrad Paul |
| 7                                                                                                  | Épisode Sept    | Episode Sept   | Jarrad Paul                | Sascha Rothchild           |
| 8                                                                                                  | Épisode Huite   | Episode Huite  | Andrew Mogel               | Andrew Mogel & Jarrad Paul |
| Am 12. April 2019 wurden alle Folgen der Staffel Weltweit gleichzeitig bei Netflix veröffentlicht. |                 |                |                            |                            |